# Arkadiusz Szczygieł
Arkadiusz Szczygieł (ur. 25 lutego 1975 w Chorzowie) – polski piłkarz, napastnik.
Swoją karierę rozpoczął w Konstalu Chorzów w 1991. Jednak po rundzie jesiennej odszedł do Stadionu Śląski Chorzów. W 1993 przeszedł do GKS-u Katowice, a w 1997 przeniósł się do CKS Czeladź. Grał tam do 1998 i w tym roku przeniósł się do Bobrku Karb Bytom. Potem grał jeszcze w Rozwoju Katowice, Śląsku Świętchłowice i Ruchu Radzionków. Karierę zakończył w Górniku Wesoła.